# Fotudeng
Fotudeng (ok. 232-348; skr Buddhacinga? chiń. 佛圖澄, pinyin Fótúdéng) – buddyjski mnich i misjonarz pochodzący z Azji Środkowej z Królestwa Kuszanów (chiń. Yuezhi).

## Biografia
Fotudeng był mnichem ze Środkowej Azji. W 310 r. przybył do Chin z zamiarem założenia centrum buddyjskiego w Luoyangu. W tym czasie północ Chin trapiły wojny, więc musiał odłożyć swój projekt. Posługując się swoimi magicznymi mocami wspomógł władców Późniejszego Cesarstwa Zhao. Cieszył się zaufaniem cesarza Minga (明, pan. 319-333) i służył mu ponad dwadzieścia lat jako cesarski doradca.
Jego zdolność wywoływania deszczu była dobrodziejstwem dla rolników północnych Chin. Jego zdolności przewidywania były z kolei wykorzystywane przy ustalania militarnej strategii i taktyki. Był on mnichem, który zapoczątkował włączanie się mnichów do polityki i spraw państwowych, gdyż czuł, że takie związki będą korzystne dla ludzi, państwa i religii.
Trzeci cesarz tej dynastii Wu (武, pan. 334-349) spytał pewnego razu Denga, co zawiera buddyjska Dharma. Deng odparł, że składa się z zakazu zabijania. Wu odparł, że jest cesarzem i aby utrzymać pokój musi zabijać i dokonywać egzekucji. Jednak ponieważ złamał to wskazanie, to czy może zyskać zasługi krocząc drogą Buddy? Deng odparł, że ci którzy byli winni, powinni ponieść karę. Lecz jeśli władca stanie się tyranem i zabije niewinnych, to wtedy ściągnie katastrofy i nieszczęścia, nawet jeśli będzie postępował za Dharmą. Przekonał cesarza, że władca powinien rządzić ze współczuciem i miłością i tym samym złagodził barbarzyńskie rządy.
Rosnąca popularność buddyzmu sprowokowała ministra Wanga Du do przedstawienia w 335 r. memoriału, w którym twierdził, że ponieważ Budda nie jest bóstwem chińskim, tylko obcym, nie jest więc właściwym przedmiotem czci ani dla władcy, ani dla ludzi. Wzywał do zabronienia wyznawania buddyzmu dla ludzi Zhao, karania tych, którzy przekroczą ten zakaz i powrotu do stanu świeckiego przez wszystkich, którzy zostali już mnichami. Cesarz odpowiedział, że ponieważ władca i ludzie Zhao są z pochodzenia cudzoziemcami, to właśnie cudzoziemskie bóstwo będzie dla nich właściwe. Cesarz zezwolił wszystkim, którzy chcieli, na wyznawanie buddyzmu.
Najwybitniejszym uczniem Fotudenga był Dao’an.

## Znaczenie Fotudenga
- Ucywilizował barbarzyńskie początkowo rządy władców z dynastii Zhao.
- Propagował buddyzm wśród Chińczyków, którzy zaczęli tworzyć sanghę i wstępować do klasztorów.
- Uważa się także, iż założył zakon mniszek.
- Nauczał medytacji zwanej ānāpānasmṛti (uważność oddychania)
- Jego uczniowie: Dao’an, Zhu Faya, Zhu Fatai, Fahe i Fachang poszerzyli zakres oddziaływania jego nauk.